# Zdeněk Dohnal
Zdeněk Dohnal (Znojmo, districte de Znojmo, 11 d'agost de 1948) va ser un ciclista txecoslovac, d'origen txec, que competí en el ciclisme en pista. Va participar en dues edicions dels Jocs Olímpics.

## Palmarès
- 1978
  - Vencedor d'una etapa al Ytong Bohemia Tour